# タイコウチ
タイコウチ（太鼓打、学名：Laccotrephes japonensis）は、カメムシ目タイコウチ科に属する水生昆虫（水生カメムシ類）の一種。タイコタタキ、紅娘華とも呼ぶ。

## 名称
和名のタイコウチは、前肢の動きが太鼓を打つ仕草に似ていることに由来する。英名の"water scorpion"はこの種にかぎった名ではなく、タイコウチ科（Nepidae）に属する昆虫の総称である。よってミズカマキリ属（Ranatra）も、ヒメタイコウチ（Nepa hoffmanni）も"water scorpion"と称される。和名もタイコウチ科の総称とされることがある。

## 分布
日本の本州（主に青森県津軽以南）、四国、九州、対馬、南西諸島（沖縄島以北）に分布。奄美大島では近年記録がない。小川、水田等の浅い水域に生息している。生息数は少数とされる。

## 形態・生態
成虫の体長は30 - 35mm。体色は褐色で、紡錘形である。前脚は鎌状になっている。腹端に長い呼吸管を具え、その先端を水面に出し水中で獲物を待ち伏せする。肉食性で、鎌状の鋭い前肢で魚類、他の水生昆虫、オタマジャクシ等を捕らえ、口針から消化液を送り込み溶けた体組織を吸入する体外消化を行う。
11月頃に陸上及び水中で越冬する。寿命は2 - 3年ほど。手でつかむと、脚を縮めて擬死をする。

## 繁殖
産卵期は5 - 8月。雌は水辺の土、苔に10本程度の呼吸糸を持つ卵を数個〜10個程度ずつまとめて産む。孵化した幼虫は約2か月で5回の脱皮を経て成虫となる。

## 飼育
水底から呼吸管が水面に出るほどの水深となるように調整する。それ以上の深さでは足場となる水草や木の枝を投入する。小魚の他、陸生の昆虫も餌となる。飛翔するため容器に蓋をする必要がある。
タガメ等と違って調達に手間やコストのかかる水生小動物は必須でなく、適当な小昆虫を水面に落としてやれば、それを捕らえて幼虫は育ち、成虫も問題なく生存する。水質の悪化にも比較的強く、水生昆虫飼育の入門に向いている。

## 近縁種
日本に生息するタイコウチ属 Laccotrephesはタイコウチ L. japonensisを含め3種。
- タイワンタイコウチ Laccotrephes grossus - 国内では八重山諸島の石垣島と西表島のみに分布[7]。国内希少種に指定され採集は禁止されている[9]。
- エサキタイコウチ Laccotrephes maculatus - 国内では八重山諸島の与那国島のみに分布[7]。

日本に生息するタイコウチ科ヒメタイコウチ属は、以下の1種。
- ヒメタイコウチ Nepa hoffmanni